# 基輔羅斯–拜占庭條約 (945年)
944年或945年所締結的羅斯–拜占庭條約，是作為940年代初期基辅罗斯對君士坦丁堡所進行的一次海上遠征而致的結果，其由拜占庭皇帝君士坦丁七世和基辅的伊戈尔一世所簽訂。該文件的條文，與伊戈尔前任奥列格所關聯的先前協定條文相比起來，是對基輔羅斯較為不利的。該文件也是古羅斯法裡最早的書面信源之一。
於往年纪事中存續的條約文本，包含了當時羅斯全權代表的名錄（不少於五十名）。絕大多人都有诺斯人的名字。 記述當時宣誓時，有一部分羅斯的使者是援引他們的異教神之名發誓，而另一部分人則是援引基督教神之名，如此是表明了這時候有一部分羅斯菁英是已接受基督教化。
署名總人數為76名，其中有屬於统治家族的12人，使者有11人，其他類別的代理人有27人，商人有26人。在這些留名的王公成員裡，有三個斯拉夫名字Svjatoslav ，王公伊戈尔· (Ingvar) 和Volodislav和Predslava （關係不明）的兒子。王家的其他成員則留下有諾斯人，即Olga ( Helga)、Akun (Hákon)、Sfanda ( Svanhildr )、Uleb (Óleifr )、Turd ( Þórðr )、Arfast ( Arnfastr ) 和 Sfir'ka (Sverkir )。使者方面除三人有芬兰名字，他們都也有古挪威人的名字。 Olga的代表是芬蘭人名的Iskusevi ，而 Volodislav 的代表是諾斯人 Uleb ( Óleifr )。 27名代理人之中，有人擁有芬蘭人的名號，但没有斯拉夫人的；26名商人之中，有芬兰人名3個，斯拉夫人名兩個。 
944/945年的條約，是重申了先前定居點協定的一些條款。在該次協議裡，基輔羅斯一方許諾不會再襲擊拜占庭在克里米亚的飛地克森尼索 （第8 條）。另外第聂伯河（ 別列贊島 ）按約定會接受聯合管治，儘管羅斯人同時被禁止在那裡過冬或欺壓來自克森尼索的漁民（第12條）。
條約內的第2條，增加了關於海商法的新約定：其為區分一般商人和掠奪者而列明，要求來自羅斯的每艘船都要攜帶有一份基輔王公的特許狀，以說明有多少人和多少艘船將駛往君士坦丁堡。否則，羅斯船隻就可能會被帝國當局拘押。

## 信源
- （俄語） Повесть временных лет, ч. 1—2, М.—Л., 1950.
- （俄語） Памятники русского права, в. 1, сост. А. А. Зимин, М., 1952 (библ.).